# Aphyosemion teugelsi
Aphyosemion teugelsi är en fiskart som beskrevs av Van Der Zee och Sonnenberg 2010. Aphyosemion teugelsi ingår i släktet Aphyosemion och familjen Nothobranchiidae. Inga underarter finns listade i Catalogue of Life.